# Предания о героях, стреляющих в орлов. Продолжение
«Предания о героях, стреляющих в орлов. Продолжение» (кит. 射鵰英雄傳續集) — гонконгский художественный фильм 1978 года, основанный на уся-романе Цзинь Юна «Предания о героях, стреляющих в орлов». Снят под режиссурой Чжан Чэ на киностудии братьев Шао с Александром Фу и Ню Ню в главных ролях. Сиквел фильма «Предания о героях, стреляющих в орлов» (1977). Имеет альтернативное русское название — «Храбрый лучник 2» (англ. The Brave Archer 2).

## Сюжет
Го Цзин выигрывает серию из трёх испытаний ради женитьбы на Хуан Жун. Северный Бродяга Хун Цигун и Цзин отдают принцу Оуян Фэну фальшивое руководство по кунг-фу в обмен на похищенную невесту Цзина. Фэн пытается убить их, но им удаётся сбежать и встретиться с кровным братом Цзина Чжоу Ботуном. Фэн сражается с Цзином, который получает ранение в схватке. Цзин и его невеста Жун сбегают и прячутся в закрытом ресторане, где в дальнейшем парень восстанавливает здоровье.
Теперь все ищут сбежавшего Цзина, а также меч Цзяннаня. В поисках участвуют и некоторые из людей Фэна, однако Хуан Яоши отпугивает их. Все заинтересованные собираются в опустошённом ресторане, и когда семейства Цзина и Жун начинают биться, жених и невеста проявляют себя. Пара бежит на собрание клана Бродяг, где приёмный сын Фэна Ян Кан, держа в руках посох авторитета, пытается убедить членов клана сражаться за династию Цзинь. Жун доказывает, что именно она истинная предводительница клана Бродяг, используя секретные техники боевых искусств клана.

## В ролях
Основные и второстепенные роли:
- Александр Фу — Го Цзин[англ.]
- Ню Ню[кит.] — Хуан Жун[англ.]
- Дэнни Ли[англ.] — Оуян Кэ[кит.]
- Ли Иминь — Ян Кан[англ.]
- Филип Куок[англ.] — Большой Ребёнок Чжоу Ботун[англ.]
- Ло Ман[англ.] — Цю Цяньжэнь[кит.]
- Ширили Ю[англ.] — Шагу[кит.]
- Ку Фэн — Северный Бродяга Хун Цигун[англ.]
- Джонни Ван[англ.] — Северный Яд Оуян Фэн[англ.]
- Ку Куньчун[кит.] — Восточный Демон Хуан Яоши[англ.]

Камео:
- Сунь Цзянь[кит.] — Лу Гуаньин
- Линь Чжэньци[кит.] — Чэн Яоцзя

## Кинопрокат в Гонконге
Гонконгский кинотеатральный прокат проходил с 13 по 24 мая 1978 года. По его итогам картина собрала 1 491 457,9 HK$, а по сборам за год — 19 место среди кинофильмов Гонконга.

## Критика
Вторая часть «Преданий о героях, стреляющих в орлов» получила средние, но всё же более высокие оценки, чем первая часть, от оценивших первую часть кинокритиков. Они считают, что сиквел получился более внятным по сравнению с оригиналом.